# Вазешт
Вазешт (перс. وزشت) — село в Ірані, у дегестані Хушабар, у Центральному бахші, шагрестані Резваншагр остану Ґілян. За даними перепису 2006 року, його населення становило 149 осіб, що проживали у складі 39 сімей.

## Клімат
Середня річна температура становить 13,58 °C, середня максимальна – 27,91 °C, а середня мінімальна – -0,64 °C. Середня річна кількість опадів – 649 мм.
| Клімат поселення                              | Клімат поселення | Клімат поселення | Клімат поселення | Клімат поселення | Клімат поселення | Клімат поселення | Клімат поселення | Клімат поселення | Клімат поселення | Клімат поселення | Клімат поселення | Клімат поселення | Клімат поселення |
| Показник                                      | Січ.             | Лют.             | Бер.             | Квіт.            | Трав.            | Черв.            | Лип.             | Серп.            | Вер.             | Жовт.            | Лист.            | Груд.            |                  |
| Середній максимум, °C                         | 11,70            | 10,86            | 12,09            | 16,27            | 20,79            | 26,17            | 27,91            | 27,72            | 22,88            | 19,96            | 15,20            | 11,82            |                  |
| Середня температура, °C                       | 5,95             | 5,12             | 6,34             | 10,52            | 15,02            | 20,41            | 23,58            | 23,40            | 18,56            | 15,64            | 10,89            | 7,51             |                  |
| Середній мінімум, °C                          | 0,20             | −0,64            | 0,59             | 4,76             | 9,28             | 14,66            | 19,27            | 19,08            | 14,24            | 11,32            | 6,57             | 3,19             |                  |
| Норма опадів, мм                              | 59               | 51               | 64               | 59               | 41               | 23               | 11               | 26               | 61               | 92               | 71               | 91               |                  |
| Середньомісячна швидкість вітру, м/с          | 2.21             | 2.40             | 2.41             | 2.41             | 2.22             | 2.32             | 2.53             | 2.40             | 1.99             | 2.04             | 1.91             | 1.90             |                  |
| Середньомісячна сонячна радіація, кДж/м²·день | 7008             | 9290             | 11397            | 15882            | 19863            | 22630            | 23635            | 20036            | 16272            | 11180            | 8609             | 6648             |                  |
| --------------------------------------------- | ---------------- | ---------------- | ---------------- | ---------------- | ---------------- | ---------------- | ---------------- | ---------------- | ---------------- | ---------------- | ---------------- | ---------------- | ---------------- |
| Джерело:                                      |                  |                  |                  |                  |                  |                  |                  |                  |                  |                  |                  |                  |                  |